# Araminda
Araminda ist eine Ortschaft in Uruguay.

## Geographie
Araminda befindet sich auf dem Gebiet des Departamento Canelones in dessen Sektor 8. Sie liegt an der Küste des Río de la Plata zwischen dem westlich angrenzenden La Tuna und dem östlich anschließenden Santa Lucía del Este. Im nördlichen Hinterland entspringen sowohl der Arroyo de la Tuna als auch der Arroyo de la Coronilla. Der Erstgenannte führt auch teilweise durch das westliche Ortsgebiet Aramindas.

## Infrastruktur
Die Stadt liegt an der Ruta Interbalnearia an deren Kilometerpunkt 68.

## Einwohner
Die Einwohnerzahl Aramindas beträgt 152 (Stand: 2011).
| Jahr | Einwohner |
| ---- | --------- |
| 1963 | 35        |
| 1975 | 35        |
| 1985 | 81        |
| 1996 | 117       |
| 2004 | 154       |
| 2011 | 152       |

Quelle: Instituto Nacional de Estadística de Uruguay